# Пісня незламної України
«YUNA» — щорічна українська щорічна національна професійна музична премія, заснована у 2011 році. З початком повномасштабного вторгнення Росії до України оргкомітет ухвалив рішення на час воєнного стану винагороджувати митців у єдиній категорії — «Пісня незламної України». В категорії можуть бути номіновані нові пісні, які перебували в ТОП-100 ротацій на всеукраїнських радіоканалах.

## 2022
На 12-й церемонії вручення, де винагороджувалися досягнення за 24 лютого — 31 грудня 2022 року, премію в цій категорії одержали 12 пісень:
- 24/02 — Без обмежень
- 2step — Антитіла та Ед Ширан
- Місто Марії — Океан Ельзи
- Біля тополі — Shumei
- Пес Патрон — KARTA SVITU
- Біля серця — Kola
- Hey, Hey, Rise Up! — Андрій Хливнюк та Pink Floyd
- Чути гімн — Skofka
- Буде весна — Макс Барських
- Враже — Енджі Крейда
- Допоможе ЗСУ — Chico & Qatoshi
- Oy U Luzi Chervona Kalyna (Army Remix) — Бумбокс та The Kiffness